# JTCウイン
JTCウイン（ジェイティシーウイン）は、ニィス（NIS）が開発・販売する書体およびフォント製品。三宅康文によるデザイン。

## 概要
かつてはニィス（旧：日本情報科学）が企画・開発し、エセルテジャパン（旧：レトラセットジャパン）が販売。PC-9800シリーズ用の簡易DTPシステム・JG（ツァイト）や、業務用テロップシステム対応の専用フォント製品としてリリースされていた。
デザイン上は濁点や画の込み入った部分の処理などにフリッカーやインターレースなどへの対策が見られ、映像分野での利用を考慮していたことがうかがえる。そうした視認性の高さから、テレビ番組におけるテロップやサインシステム、POPでの使用例が多い。
テレビでのテロップ・CG（キャラクタージェネレータ）用途への利用例として、特にフジテレビジョンにおいては、1993年から1994年にかけて整備が行われた「放送用ワープロシステム」（いわゆる「電子テロップ」。フジテレビおよび関連会社との共同開発）に搭載する基本文字フォントとして採用され、2010年から2011年にかけてのハイビジョン対応後継機への更新後も同じく基本文字フォントとして採用されていたが、2012年以降は「ウインクス」を除きモリサワの「UD新ゴNT」、フォントワークスの「ロダンNTLG」などに置き換えられている。
活字や写植書体の字母をフォント化した製品は多く存在するが、JTCウインは当初よりデジタルフォントとして登場した。ただし、写植書体の「アロー」「じゅん」ファミリー（同じく三宅作）には類似した骨格が多く見られる。とりわけ前者は現時点でフォント製品としては発売されておらず、グラフィックデザインやエディトリアルデザインの現場では、同書体に代わるものとして選択する場合もある。
現在では、汎用フォントとしてプロユースを想定したDTP対応のOpenType、PostScriptフォーマットのほか、低価格・パーソナルユース向けのTrueTypeフォーマットも販売している。

## JTCウインMファミリー
- M1, M3, M5, M7 - M10

ふところを広くとった明朝体。点画のとめ・はねの先端を直線的に切り落とすことで、低解像度での再現性や視認性を確保している。

## JTCウインSファミリー
- S1, S3, S4, S6 - S8, S10

角ゴシック体。高い視認性からスーパーマーケットにおけるPOP・価格表示にも多用される。
先述の通りフジテレビが生放送番組のテロップ用標準書体として長年使用していた。ほかにはビックカメラグループ（コジマ・ソフマップ）が店内POPや広告、テレビCM、WEBサイトにいたるまで幅広く使用している。

## JTCウインRファミリー
- R1, R4, R7, R8, R10

丸ゴシック体。明るく健康的なイメージを持ち、最も太いウェイトのR10では込み入った画にツブレなどを考慮しての調整処理が施されており、屋外サインから広告・商業印刷媒体、POPなどに幅広く用いられている。

## JTCウインZファミリー
- Z1, Z5, Z10 - 直線ゴシック体
- ZM9 - 直線明朝体

すべて直線によるエレメントで構成されたユニークなコンセプトの書体。一切の曲線が排除され、句点や中点、丸印などの約物・記号類もすべて直線で表現された、力強くインパクトのある書体。とりわけZ10はテレビ番組のタイトルやテロップ、商業印刷物においては折込チラシのタイトル、見出しなどにその使用例がみられる。